# Promachus paucinervis
Promachus paucinervis là một loài ruồi trong họ Asilidae. Promachus paucinervis được Zhang miêu tả năm 1994. Loài này phân bố ở vùng Cổ Bắc giới và châu Á.